# 山口弘平
山口 弘平（やまぐち こうへい）は、日本のテノール歌手。
クラシックだけに関わらず、ライブハウスなどクラシカル・クロスオーバーな場でも活躍中。
消防設備士の免許を持つ。福岡県出身。血液型はA型。現在は神奈川在住。既婚。一児の父。

## 略歴
幼少期から柔道以外の習い事はしたことがなく、家庭環境的にも音楽とは無縁の生活だった。
福岡大学附属大濠高等学校に入学後、吹奏楽部にへ入部。芸術選択科目にて音楽を松尾興に学ぶ（後に師事）。そこで声楽の才能を認められ、のちに昭和音楽大学声楽科へ入学。
在学中より、数々のオペラの舞台にて合唱などで研鑽を積む。3年時にはイタリア、スキアヴォンへの研修にも参加。
同大学声楽専攻科修了後はクラシックだけにこだわらず、よりオペラの歌声を身近に感じてもらいたいとライブバーやライブハウスなどでも活動を始める。司会の技術にも定評があり、イベントでのMCは常に人気である。
オペラではこれまでに「ラ・ボエーム」のロドルフォや、「愛の妙薬」のネモリーノなど主に抒情的な役柄を得意とし、演奏会形式で演じている。
近年は東日本大震災の被災地、宮城、福島での支援演奏。ラジオなどへの出演も活発に行っており、
2015年には第三回多次元フェスティバル in Berlin（ドイツ・ベルリン、Heilig Kreuz Kirche）に日本のテノール歌手として参加。現地の音楽事務所からスカウトを受けるなど大成功を収めた。
自身に子供が出来てからは、幼稚園や子供向け施設でのイベントなども精力的に行っている。

## 出演
- FMさがみ 2011年 - ゲスト出演。オペラ「愛の妙薬」より「人知れぬ涙」を歌唱。
- ワロップ放送局 2014年戦国抹茶TV - ゲスト出演[2]。メインMC藤田賀子[3]。